# Nuwakot (district)

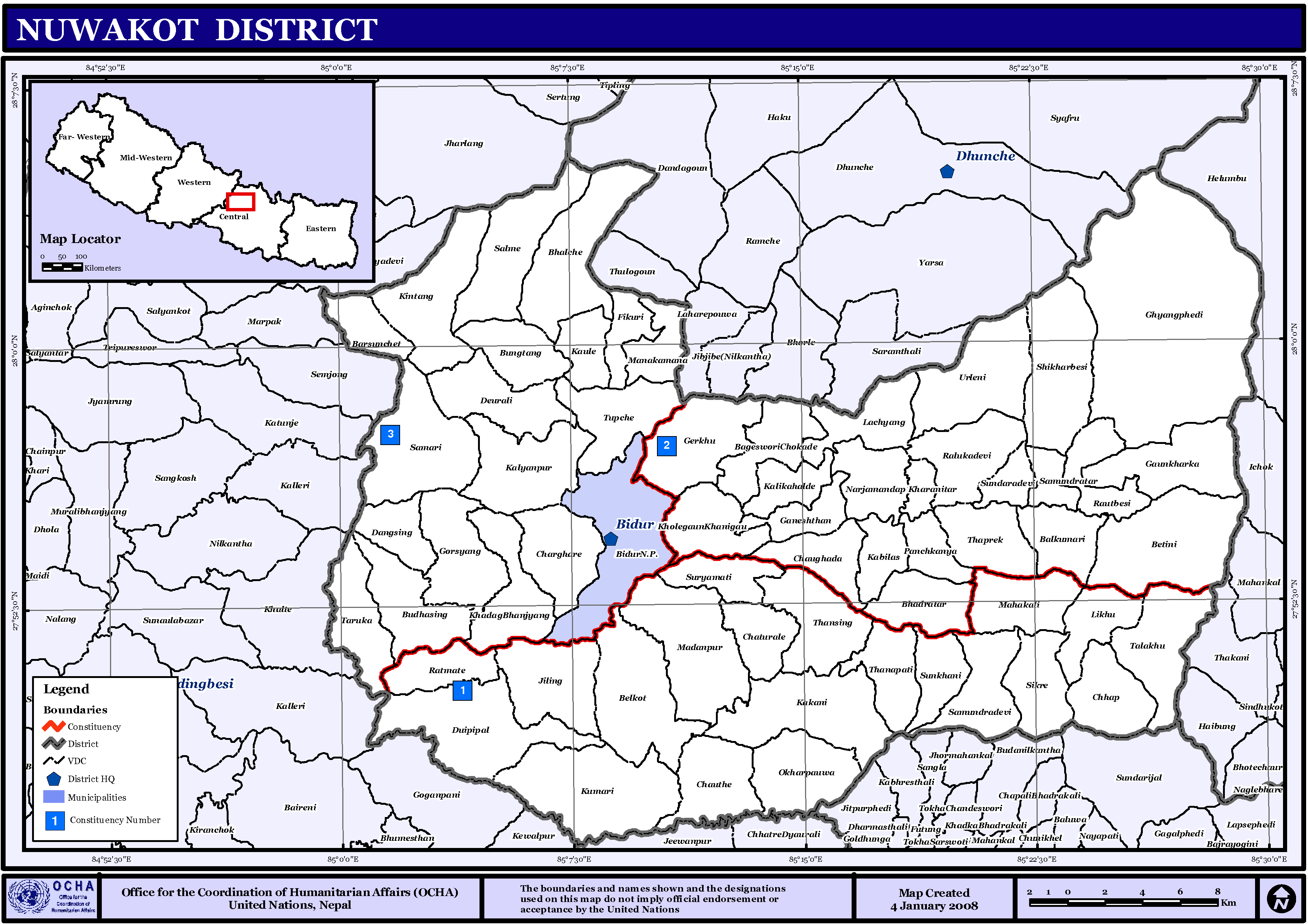
Kaart van Nuwakot

Nuwakot (Nepalees: नुवाकोट) is een van de 75 districten van Nepal. Het district is gelegen in de bestuurlijke zone Bagmati en de hoofdstad is Bidur.

## Stedenendorpscommissies[2][3]
- Stad: Nepalees: nagarpalika of N.P.; Engels: municipality;
- Dorpscommissie: Nepalees: panchayat; Engels: village development committee of VDC.

- Steden (1): Bidur.
- Dorpscommissies (61): Bageswori Chokade (of: Bageswori), Balkumari, Barsunchet, Belkot, Beteni ( (of: Betini), Bhadratar (of: Bhadrutar), Bhalche, Budhasing, Buntang, Charghare, Chaturale, Chaughada, Chauthe, Chhap, Dangsing, Deurali, Duipipal, Fikuri, Ganesthan, Gaunkhkarka (of: Gaunkharka), Gerkhu, Ghyanphedi, Gorsyang, Jiling, Kabilas, Kakani, Kalikahalde (of: Halde Kalika), Kalyanpur, Kaule, Khadag Bhanjyang, Kharanitar, Kholegaun Khanigaun (of: Khanigaun), Kintang (of: Kimtang), Kumari, Lachyang, Likhu, Madanpur, Mahakali, Manakamana, Narjamandap, Okharpauwa, Panchkanya, Ralukadevi, Ratmate, Rautbesi, Salme, Samari, Samundradevi, Samundratar, Shikharbesi, Sikre, Sundaradevi, Sunkhani, Suryamati, Talakhu, Taruka, Thanapati, Thansing, Thaprek, Tupche, Urleni.

Achham · 
Arghakhanchi · 
Baglung · 
Baitadi · 
Bajhang · 
Bajura · 
Banke · 
Bara · 
Bardiya · 
Bhaktapur · 
Bhojpur · 
Chitwan · 
Dadeldhura · 
Dailekh · 
Dang · 
Darchula · 
Dhading · 
Dhankuta · 
Dhanusa · 
Dolkha · 
Dolpa · 
Doti · 
Gorkha · 
Gulmi · 
Humla · 
Ilam · 
Jajarkot · 
Jhapa · 
Jumla · 
Kailali · 
Kalikot · 
Kanchanpur · 
Kapilvastu · 
Kaski · 
Kathmandu · 
Kavrepalanchok · 
Khotang · 
Lalitpur · 
Lamjung · 
Mahottari · 
Makwanpur · 
Manang · 
Morang · 
Mugu · 
Mustang · 
Myagdi · 
Nawalparasi · 
Nuwakot · 
Okhaldhunga · 
Palpa · 
Panchthar · 
Parbat · 
Parsa · 
Pyuthan · 
Ramechhap · 
Rasuwa · 
Rautahat · 
Rolpa · 
Rukum · 
Rupandehi · 
Salyan · 
Sankhuwasabha · 
Saptari · 
Sarlahi · 
Sindhuli · 
Sindhulpalchok · 
Siraha · 
Solukhumbu · 
Sunsari · 
Surkhet · 
Syangja · 
Tanahu · 
Taplejung · 
Terhathum · 
Udayapur